# Video nadzor
Video nadzor, znan tudi kot zaprta televizija (CCTV) je uporaba video kamer za prenos signala na določeno mesto na omejenem naboru monitorjev. Od televizijske oddaje se razlikuje po tem, da se signal ne oddaja odkrito, čeprav lahko uporablja točke od točke do točke (P2P), točke od točke do več točk (P2MP) ali žične ali Wi-Fi brezžične povezave v mrežo. Čeprav skoraj vse video kamere ustrezajo tej definiciji, se izraz najpogosteje uporablja za tiste, ki se uporabljajo za nadzor na območjih, ki jih bo morda treba spremljati, kot so banke, trgovine in druga področja, kjer je potrebna varnost. Čeprav se videotelefonija le redko imenuje "CCTV", je izjema uporaba videa v izobraževanju na daljavo, kjer je to pomembno orodje.
Nadzor javnosti s pomočjo CCTV je pogost na številnih področjih po svetu. V zadnjih letih je bila uporaba telesnih obrabljenih video kamer uvedena kot nova oblika nadzora, ki se pogosto uporablja pri pregonu, s kamerami, nameščenimi na prsih ali glavi policista. Video nadzor je sprožil pomembno razpravo o usklajevanju njegove uporabe s pravico posameznikov do zasebnosti, tudi kadar je v javnosti.
V industrijskih obratih se lahko CCTV oprema uporablja za opazovanje delov procesa iz osrednje kontrolne sobe, na primer kadar okolje ni primerno za ljudi. CCTV sistemi lahko delujejo neprekinjeno ali le, če je to potrebno za spremljanje določenega dogodka. Naprednejša oblika CCTV, ki uporablja digitalne video snemalnike (DVR), omogoča snemanje za več let z različnimi možnostmi kakovosti in zmogljivosti ter dodatnimi funkcijami (kot so zaznavanje gibanja in opozorila po e-pošti). V zadnjem času decentralizirane IP-naslov kamere, ki so morda opremljene s senzorji milijona slikovnih pik, podpirajo snemanje neposredno na omrežne pomnilniške naprave ali notranjo bliskavico za popolnoma samostojno delovanje.
Po ocenah bo do leta 2021 po vsem svetu v uporabi približno 1 milijarda nadzornih kamer. Približno 65 % teh kamer je nameščenih v Aziji. Rast CCTV se v zadnjih letih upočasnjuje. Uporaba te tehnologije je omogočila znatno rast državnega nadzora, bistven dvig metod naprednega družbenega spremljanja in nadzora ter številne ukrepe za preprečevanje kriminala po vsem svetu.